# Willem van der Vet
Willem van der Vet (Den Haag, 1957) is een Nederlands televisieregisseur.
Na de middelbare school speelde Van der Vet als gitarist in diverse popbands tot hij in 1984 een opleiding audiovisueel ging volgen aan de Vrije Academie voor Beeldende Kunsten in Den Haag. Geïnspireerd door de toenmalige directeur en experimenteel filmmaker Frans Zwartjes maakte hij een aantal Super 8 en 16mm-films.
Na het afronden van de opleiding ging hij werken als geluidstechnicus voor speelfilm en tv-producties. Hij werkte onder andere mee aan films van Theo van Gogh, zoals Vals licht, Loos en Terug naar Oegstgeest en tv-producties van de VPRO waaronder Rembo & Rembo, Onrust en Atlantis.
In 1993 begon Van der Vet als regisseur van het televisieprogramma Jules Unlimited, een populairwetenschappelijk programma voor de VARA. Daarna volgden uiteenlopende programma’s zoals: Taxi, De Dubbelganger, Honk, Bonzend Hart, De Ontdekking, In Voor- en Tegenspoed, Najib loopt Warm en Draadstaal.
Na een opleiding 'meercamera-regie' en 'scenario/drama' aan de Media Academie in 1996 regisseerde Van der Vet studioprogramma’s zoals: Kassa, Circus Pavlov, Oog in Oog, Vara Laat, De Mike & Thomas Show, Het Klokhuis, Café de Sport, Kinderen voor Kinderen Songfestival en De Wereld Draait Door.

## Prijzen
Zijn werk is verschillende keren bekroond, onder andere met:
- 1997 Nederlandse Academy Award: Jules Unlimited.[2]
- 1998 Publieksprijs Montreux: Taxi
- 1999 World Silver Medal op New York Festivals: De Ontdekking
- 2007 Televizier-Ring: De Wereld Draait Door
- 2008 Beeld en Geluid Award: De Mike & Thomas Show